# Bale
 For alternative betydninger, se Bale (flertydig). (Se også artikler, som begynder med Bale)
Bale er en lille by i Mørke Sogn, Øster Lisbjerg Herred, tidligere Randers Amt, der ligger 4-5 kilometer fra Mørke på Djursland 25 kilometer fra Aarhus.
Bale havde i 1682 7 gårde og 2 huse med jord, i alt 342,4 tdr. land dyrket jord skyldsat til 48,32 tdr. htk. Dyrkningsformen i landsbyfællesskabets tid var trevangsbrug.